# Gbondoi
Gbondoi är en klan i Liberia. Den ligger i regionen Montserrado County, i den västra delen av landet, 24 km norr om huvudstaden Monrovia.